# Miturga impedita
Espèce
Miturga impedita est une espèce d'araignées aranéomorphes de la famille des Miturgidae.

## Distribution
Cette espèce est endémique d'Australie-Occidentale.

## Description
La femelle subadulte holotype mesure 10 mm.

## Publication originale
- Simon, 1909 : Araneae. 2e partie. Die Fauna Südwest-Australiens, Jena, vol. 2, no 13, p. 155-212 (texte intégral).